# Dyckia encholirioides
Espèce
Classification APG II (2003)
Dyckia encholirioides est une espèce de plantes de la famille botanique des Bromeliaceae, de la sous-famille des Pitcairnioideae, endémique du Brésil.

## Galerie

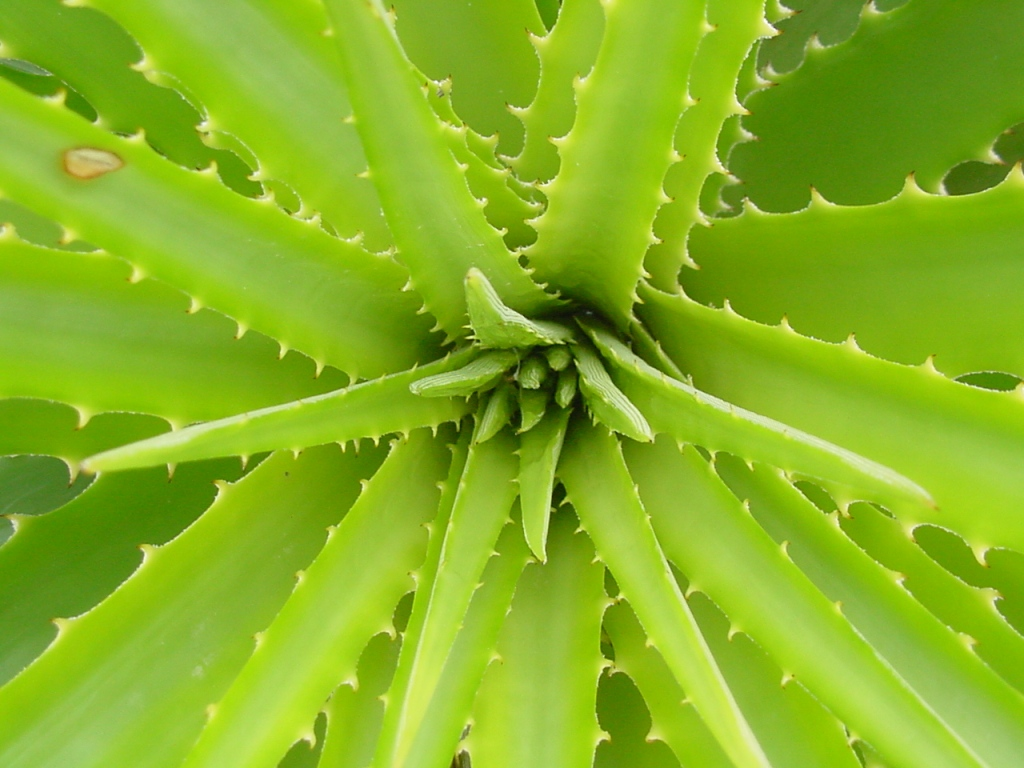
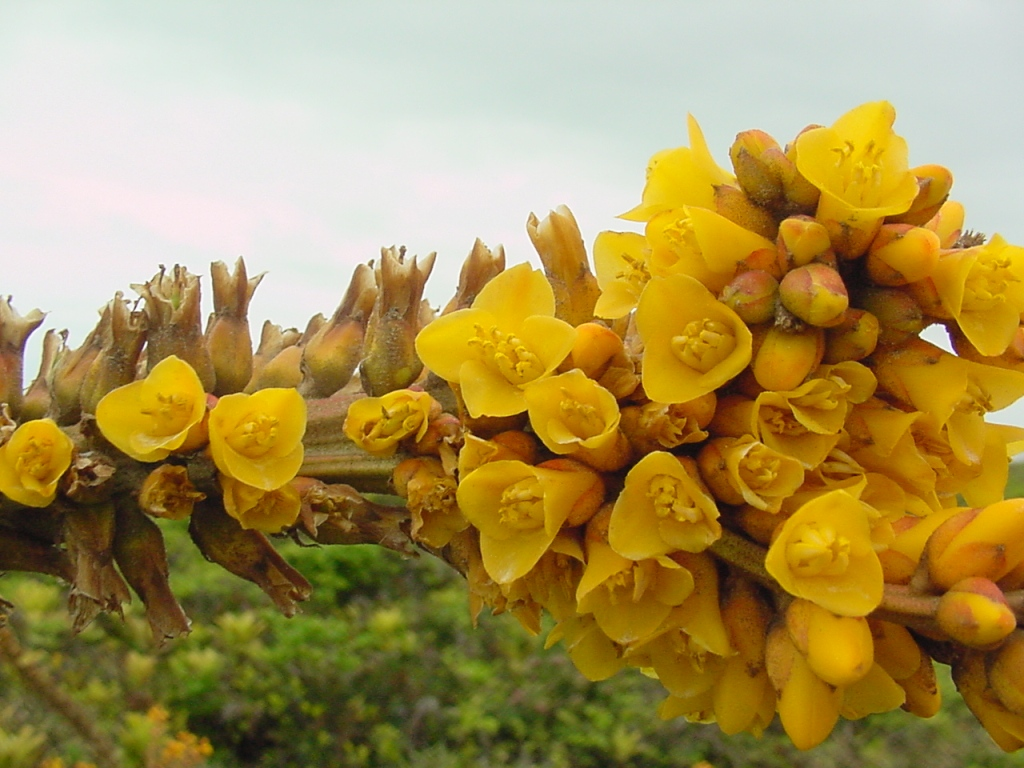

## Cultivars
- Dyckia 'Naked Lady'